# Albrecht Schubert
Albrecht Schubert (23 de junio de 1886-26 de noviembre de 1966) fue un general alemán durante la II Guerra Mundial. Recibió la Cruz de Caballero de la Cruz de Hierro de la Alemania Nazi.

## Biografía
Nació el 23 de junio de 1886 en Glatz (actual Kłodzko, Polonia, entonces en la Silesia alemana), en el seno de una familia de prolongados ancestros silesios. En 1904 se unió al Ejército prusiano e inicialmente sirvió en el 2.º Regimiento de Infantería 'Prinz Louis von Preussen' con base en Magdeburgo. Para cuando estalló la I Guerra Mundial había alcanzado el rango de teniente.
Promovido al rango de capitán en 1914, durante la guerra sirvió en el 1.º Regimiento de Granaderos, la 21.ª Brigada de Reserva, la 4.ª División Landwehr, la 11.ª División de Infantería y como oficial del Estado Mayor en la 202.ª División de Infantería. Después de la guerra permaneció en el Reichswehr y sirvió en Stettin en la 2.ª División, y después en el 8.º Regimiento de Infantería 'prusiano'. Fue promovido a mayor en 1926, a teniente coronel en 1931 y a coronel en 1933. Tres años más tarde se convirtió en comandante oficial del 12.º Regimiento de Infantería. Tras el ascenso de Adolf Hitler al poder, la carrera de Schubert se aceleró. En abril de 1936 fue promovido al rango de mayor general y ya en marzo de 1938 se convirtió en teniente general. Al mes siguiente se convirtió en comandante oficial de la 44.ª División de Infantería, con la que tomó parte en los estadios iniciales de la II Guerra Mundial.
Durante la invasión nazi y soviética de Polonia en 1939 su unidad tomó parte en los combates como parte del 14.º Ejército. Después del fin de las hostilidades en octubre de 1939 fue temporalmente retirado al personal de reserva del OKH, pero fue pronto restaurado en el servicio activo como comandante oficial provisional del XXIII Cuerpo de Ejército, que tomó parte en la batalla de Francia de 1940.
Poco antes de empezar la Operación Barbarroja, Schubert fue promovido al rango de General de Infantería y su cuerpo fue relocalizado en Prusia Oriental. Ya en septiembre de 1941 recibió la Cruz de Caballero de la Cruz de Hierro. En mayo de 1942 temporalmente comandó enteramente el 9.º Ejército, pero fue de nuevo retirado del servicio activo en el verano de ese año. No fue hasta el año siguiente que le fue dado el mando del XI Cuerpo de Ejército con base en Hannover. Hasta el final de la II Guerra Mundial sirvió en varios puestos del Estado Mayor en Viena, lejos del frente. Schubert sobrevivió a la guerra y murió el 26 de noviembre de 1966 en Bielefeld, Alemania.

## Condecoraciones
- Cruz de Caballero de la Cruz de Hierro el 17 de septiembre de 1941 como General der Infanterie y comandante del XXIII. Cuerpo de Ejército[2]